# Cydia adenocarpi
Cydia adenocarpi is een vlinder uit de familie bladrollers (Tortricidae). De wetenschappelijke naam is voor het eerst geldig gepubliceerd in 1875 door Ragonot.
De soort komt voor in Europa.